# Club Español de Madrid
El Español Foot-Ball Club fue un antiguo club de fútbol con sede en Madrid, España. Fue formado originalmente en 1901 donde tras diversos altibajos en su devenir, terminó por desaparecer en la década de los años 1910.
Denominado en sus orígenes como Club Español de Foot-Ball o Club Español de Madrid para diferenciarse del Club Español de Foot-Ball de Barcelona, fue formado tras una escisión producida en 1901 en la (Sociedad) Foot-Ball Sky, para reorganizarse en 1903 tras otra escisión producida en el Madrid Foot-ball Club, antes de que por diversas circunstancias desapareciese del panorama futbolístico en la capital. En el año 1907 resurgió como Español Foot-Ball Club, en memoria de su corta pero exitosa historia, para desaparecer finalmente en la década de los años 1910 para formar otros clubes.
Fue campeón del Campeonato Regional Centro en 1904 y 1909, que entonces daba derecho a disputar el Campeonato de España, hoy Copa del Rey. Sus comparecencias en el torneo nacional fueron muy destacadas pese a no lograr el título, estando en la edición de 1904 muy cerca de lograrlo, ya que por un momento fue declarado vencedor por el presidente de la Federación Madrileña de Foot-Ball, quien también era presidente del Club Español y organizador del campeonato nacional, por incomparecencia del rival por un devenir de caóticos sucesos. Sin embargo, esta proclama no fue reconocida por los demás clubes participantes, que declararon ganador al Athletic Club. Además, fue subcampeón en las ediciones de 1909 y 1910 tras perder por 3-1 frente al Ciclista Foot-Ball Club y por 3-2 frente al Foot-Ball Club Barcelona respectivamente.

## Historia

### Etimología
Dada la influencia británica en los clubes a principio de siglo, donde muchos de ellos adoptaban denominaciones inglesas además de estar formados en gran mayoría por ciudadanos provenientes de esas islas, provocó que otros clubes se formasen exclusivamente con jugadores y denominaciones nacionales. Tal fue el caso del Club Español, que fue uno de varios clubes de fútbol en hacer referencia a España o a su carácter en su nombre. Otro en Madrid fue la Sociedad Gimnástica Española de Madrid. Cuatro clubes con nombre similar también surgieron en Barcelona: el Hispania Athletic Club, el Foot-Ball Club España de Barcelona, la Sección Deportiva España Industrial y la Sociedad Española de Fútbol, club que más tarde se convirtió en el actual Real Club Deportivo Español, o Club Español de Foot-Ball. Este último era el que más se asemejaba en denominación al club madrileño; de ahí que se le añadiese la coletilla «de Madrid» en el nombre. Posteriormente también existió el Club Deportivo Español de Valladolid, más tarde fusionado en el Real Valladolid Club de Fútbol, y un Foot-Ball Club España en Valencia, un Club Deportivo Español de Cádiz y el Español Sociedad Deportiva en La Coruña.

### Evolución
El fútbol se introdujo en Madrid por los profesores y los estudiantes de la Institución Libre de Enseñanza. Entre ellos figuraban varios graduados de las universidades de Oxford y de Cambridge, quienes en 1897 fundaron la (Sociedad) Foot-ball Sky, un club ad-hoc que jugaba los domingos por la mañana en la Moncloa. En 1900 una escisión de este club vio la aparición de un nuevo club, la Nueva Sociedad de Foot-ball, que fue el origen del Madrid Foot-ball Club. Otra escisión más tardía de la Sociedad Sky dio como resultado la formación del Club Español de Madrid.
Sus andaduras, sin embargo, se vieron truncadas con una disolución en los meses de verano de 1903, se desconoce si por desavenencias. Los integrantes se disgregaron para formar otro(s) club(es); sin embargo, se refundó tras el período estival gracias a la disidencia de varios jugadores del Madrid Foot-Ball Club. Así, reunida la Junta directiva del Club Español, quedado constituida nuevamente por los señores siguientes: Presidente, Luis de Páramo, quien sustituía a Juan Martínez; Vicepresidente, Benigno Martínez; Secretario, José María de la Sierra; Tesorero, D. Manuel López; Vocales: Celaya, Martínez (J.), Hermúa y Valle; Jefe de material, señor Botella.
El primer acuerdo de esta Junta fue lanzar un reto a todas las sociedades madrileñas, reto que fue recogido por los clubs Moncloa Foot-Ball Club —que incorporó a otros tantos jugadores de la escisión del Madrid Foot-Ball Club—, el Moderno Foot-Ball Club y el citado Madrid F. C.; pero con esta última sociedad no se llevó a cabo por hallarse en vigor un artículo de la Asociación Madrileña de Foot-Ball que decía: «Los jugadores que se borren de un club, no podrán jugar hasta la temporada siguiente. Transcurrido ese período, deberán jugar al menos tres partidos con la nueva sociedad para considerárseles oficialmente de pleno de la nueva sociedad.» Finalmente el Moncloa F. C. jugó contra los españolistas y, por tal motivo fue expulsado de la Asociación Madrileña.
En 1904 el Club Español ganó el Campeonato Regional Centro, una liga regional utilizada como clasificación para la Copa del Rey. Sin embargo, la posterior competición, jugada en Madrid, terminó en un caos. En la ronda inicial el Club Español jugó contra el Madrid F. C. con resultado de un 5-5. Ambos equipos se negaron a jugar tiempo extra y se organizó un partido de desempate para el día siguiente. Sin embargo, los madridistas no se presentaron ya que entendían que no era esa la fecha y la hora acordada y se dio por ganador al Club Español. En la semifinal jugaron contra el F. C. Moncloa; el partido transcurría con 1-0 antes de abandonarlo a raíz de una grave lesión de uno de sus jugadores. El Club Español fue declarado entonces ganador y avanzó a la final. Sin embargo, una nueva mezcla de las fechas de la final resultó en ser declarado ganador el Athletic Club bilbaíno sin jugar ningún partido, ya que eseraba rival de los contendientes madrileños. En una posterior reclamación, el presidente de la Federación Madrileña de Foot-Ball que también era presidente del club españolista, trató de declararles ganadores al presentarse a jugar en la fecha que creían correcta. Sin embargo, los otros clubes y los bilbaínos se negaron a reconocer esta reclamación. 

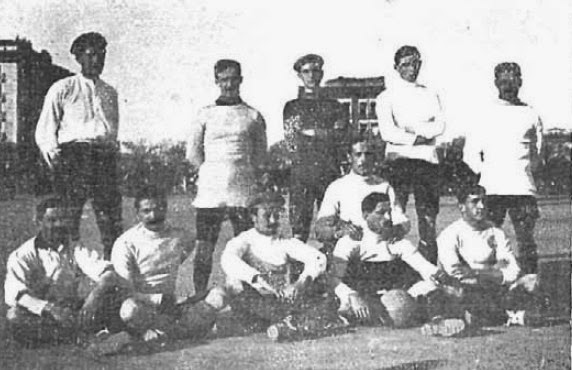
Instantánea del club en 1909.

A partir de entonces el club entró en decadencia y terminó por desaparecer. No fue hasta el año 1908 cuando una nueva escisión en el Madrid F. C. dio con la refundación del club con gran parte de los integrantes de años atrás bajo el nuevo nombre de Español Foot-Ball Club.[cita requerida] Hay referencias a la constitución de una sociedad denominada Sport-Club Español en 1907 que, si bien parece ser otra diferente, pudiera guardar relación por las convulsas fechas y pocos datos del devenir del club españolista, si bien no se puede asegurar.

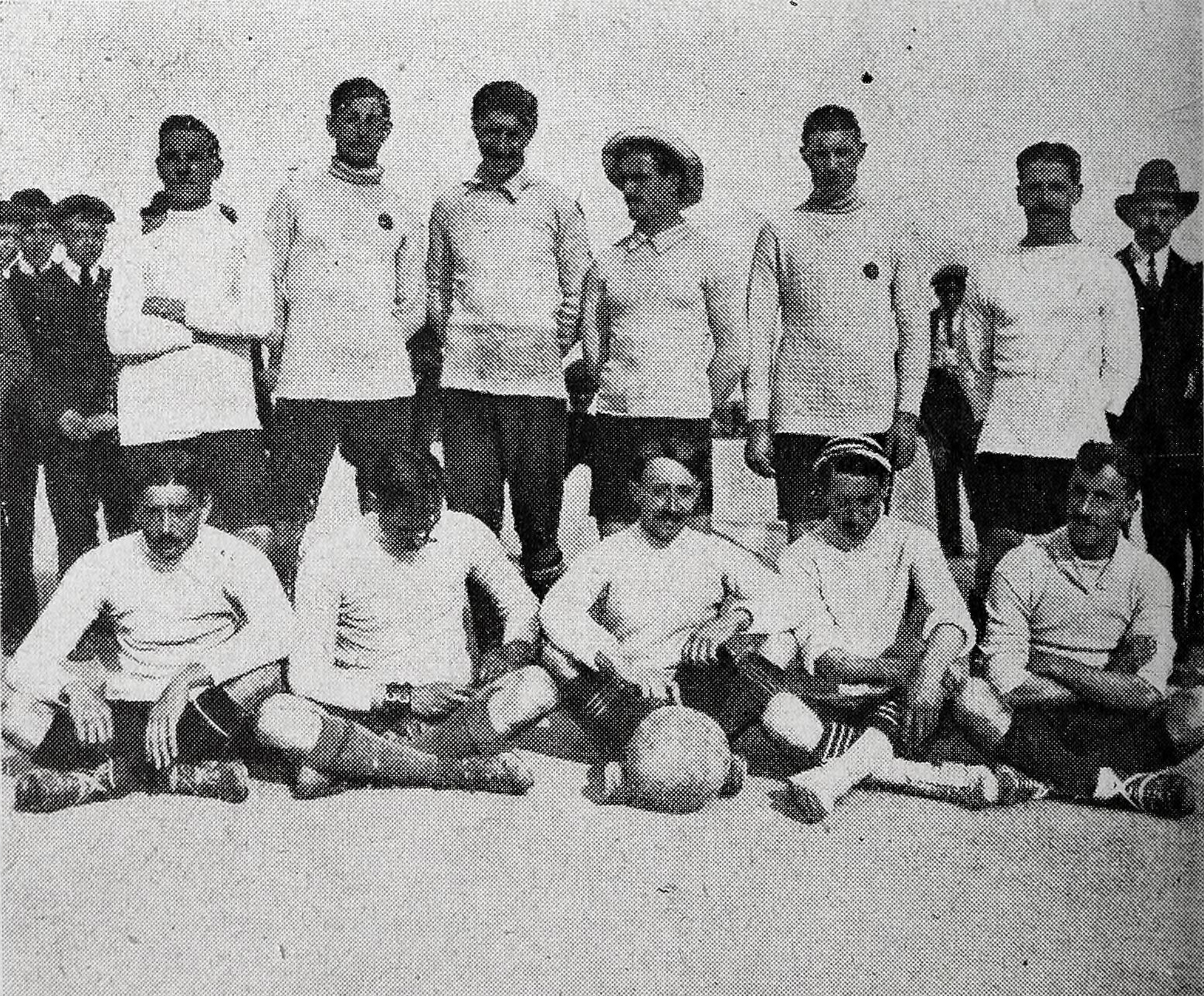
Jugadores del equipo que disputaron el Campeonato de España de fútbol de 1909

En 1909 el Club Español ganó el Campeonato Centro una vez más y de nuevo se clasificó para la Copa del Rey. En la semifinal del campeonato nacional derrotó al Foot-Ball Club Barcelona por 3-2 pero luego perdió 3-1 en la final contra el Club Ciclista de San Sebastián. Tras los sucesos, fue uno de los nueve clubes que en la avenida de la Plaza de Toros de Madrid, y concretamente en la sede social del Madrid Foot-Ball Club, hicieron acto de presencia con el objeto de sentar las bases de un Campeonato de España a celebrar en 1910 en San Sebastián y decidieron también la constitución de una Federación Española de Clubes de Foot Ball. Los clubes participantes junto al club madrileño fueron Fortuna de Vigo, Coruña F.C., Real Club Deportivo de La Coruña, Athletic Club de Bilbao, Madrid Foot-Ball Club, Athletic Club (Sucursal) de Madrid, Sociedad Gimnástica Española de Madrid y Círculo Industrial y de Sport de Avilés.
En 1910 se organizaron pues dos torneos: uno por el club vencedor y donde comparecieron la hasta ahora unanimidad de los campeones y otro por la ya existente Federación Española de Clubes de Fútbol, que asumió en adelante su potestad de organización. En este tomaron parte el Club Español de Madrid junto con el F. C. Barcelona y el Deportivo de La Coruña. La competición se jugó como una mini-liga y en el partido decisivo ganaron los catalanes a los madrileños por 3-2. El Club Español, que había ganado 1-0 contra los gallegos, terminó como subcampeón.
Se encuentran reseñas del club en la temporada 1911-12, que auguraban un esperanzador resurgir del club con la adquisición de un campo nuevo y una reestructuración en su seno. Se desconoce si debido a una reciente desaparición o similar, o por simple crecimiento. Así las cosas, de noviembre a comienzos del nuevo año se encuentran noticias que constatan que el club no podía disputar encuentros de índole oficial ya que se había dado de baja de la Federación Regional Centro. Fue quizá el preludio de su desaparición.

## Palmarés
- Copa del Rey
  - Subcampeón en 1909 y 1910
- Campeonato Regional Centro: 2 
  - 1904, 1909